# BeatStars
BeatStars é uma plataforma global de licenciamento de música baseada em subscrição onde artistas e produtores musicais colaboram, licenciam e distribuem seu trabalho para vários destinos, com uma variedade de categorias de licenças exclusivas e não exclusivas. O fundador Abe Batshon formou o modelo BeatStars para produzir suas próprias músicas antes de lançá-lo como um negócio em 2008.

## História
O fundador, Abe Batshon, cresceu na área de East Bay, na Califórnia, EUA e foi apresentado ao hip-hop desde cedo. Como compositor nas salas de bate-papo da AOL em meados da década de 1990, incapaz de arcar com os altos preços das batidas de produtores, ele propôs pagar menos do que o preço de venda, sob a condição de que o produtor pudesse vender a mesma batida para outros artistas. Anos depois, esse conceito de locação de trabalho não exclusivo para vários clientes formou a base do BeatStars.
Batshon começou a construir o BeatStars em 2008. Começando como um blog de hip-hop, mas agora inclui todos os gêneros de música.

## Modelo de negócios
Com sede em Austin, Texas e lançada em 2008, a BeatStars é um marketplace de música online baseado em assinatura, onde artistas e produtores podem colaborar, alugar e distribuir suas músicas para vários clientes através de licenças não exclusivas. Funciona como uma plataforma para produtores e artistas criarem trabalhos juntos. A BeatStars possui modelos de assinaturas gratuitas e pagas atualmente em operação. As licenças podem ser customizadas pelos vendedores, a transação mais comum é a licença de produção não exclusiva onde o licenciado controla a master de sua versão. Os produtores geralmente controlam a administração da publicação, decidindo os termos e o preço, e o produtor e o compositor dividem igualmente a receita do artista escritor. A BeatStars também oferece divisões de colaboradores, que permitem aos usuários adicionar colaboradores aos seus trabalhos e dividir automaticamente a receita com eles no lançamento. Os produtos incluem planos Free, Marketplace e Pro Page, e várias ferramentas que funcionam em toda a plataforma, como o Blaze Player - uma ferramenta para tocar e comprar música, e o Beat ID - uma ferramenta de identificação de música.
Em 2020, a BeatStars formou a BeatStars Publishing, uma parceria com a Sony Music Publishing, aberta a qualquer compositor e produtor independente, que fornece um serviço global de administração online permitindo que os usuários registrem suas músicas e recebam royalties de administração de suas publicações.

## Impacto
Em 2019, o rapper Lil Nas X usou uma batida comprada do produtor YoungKio na BeatStars em sua faixa country/trap fusion ' Old Town Road ', que quebrou recordes ao passar 19 semanas como número um na Billboard Hot 100.
O BeatStars e outros serviços de música online semelhantes ajudaram a democratizar o hip-hop e a música, além de popularizar o uso de batidas de tipo na produção musical - onde os produtores marcam artistas semelhantes em suas músicas para melhorar a otimização do mecanismo de pesquisa.
Em 2021 a BeatStars foi destaque na lista da Fast Company das dez empresas de música mais inovadoras do ano.